# Phalascusa patrizii
Phalascusa patrizii är en insektsart som beskrevs av Navás 1935. Phalascusa patrizii ingår i släktet Phalascusa och familjen fjärilsländor. Inga underarter finns listade i Catalogue of Life.